# Vall d'Incles
La vall d'Incles és una vall que es troba al Principat d'Andorra, l'entrada de la qual és entre les poblacions del Tarter i Soldeu, a la parròquia de Canillo.
A la capçalera se'n troba l'estany de Cabana Sorda. És una vall oberta vers el nord-est. Està reconeguda com d'una gran bellesa paisatgística. Dona accés al llac més gran d'Andorra, l'estany de Juclar. Se'n pot fer una part del recorregut amb cotxe per una carretera força estreta. L'ascensió al primer llac no té especial dificultat, tot i que dura un parell d'hores. A l'hivern és innacessible per la neu.
En el poema Canigó de Jacint Verdaguer es fa menció a la vall.